# Gagrella sumba
Gagrella sumba is een hooiwagen uit de familie Sclerosomatidae.